# خوسيه لويس غارسيا
خوسيه لويس غارسيا (بالإسبانية: José Luis García) (18 أبريل 1985 بإيسيدرو كاسانوفا في الأرجنتين - ) هو لاعب كرة قدم أرجنتيني في مركز الوسط. لعب مع أتلتيكو باتروناتو وأوليمبو وانيستتوتو وبولتيهنيكا تيميسوارا وروزاريو سنترال وسبورتيفو لوكوينو ونادي أونيفرسيداد دي تشيلي ونادي سان لورينزو ونادي ألميرانته براون وA.D. Municipal Liberia ‏ ونادي موريليا الرياضي وديبورتيس ماجالانز وبولي تيميشوارا ‏ وFC Gloria Buzău ‏.

## وصلات خارجية
- خوسيه لويس غارسيا على موقع إي إس بي إن إف سي (الإنجليزية)
- خوسيه لويس غارسيا على موقع قاعدة بيانات كرة القدم.إي يو (الإنجليزية)
- خوسيه لويس غارسيا على موقع Soccerway.com (الإنجليزية)